# Everson Museum of Art
L'Everson Museum of Art est un musée d'art situé à Syracuse, aux États-Unis.
Une partie du musée est l'œuvre de l'architecte Ieoh Ming Pei.

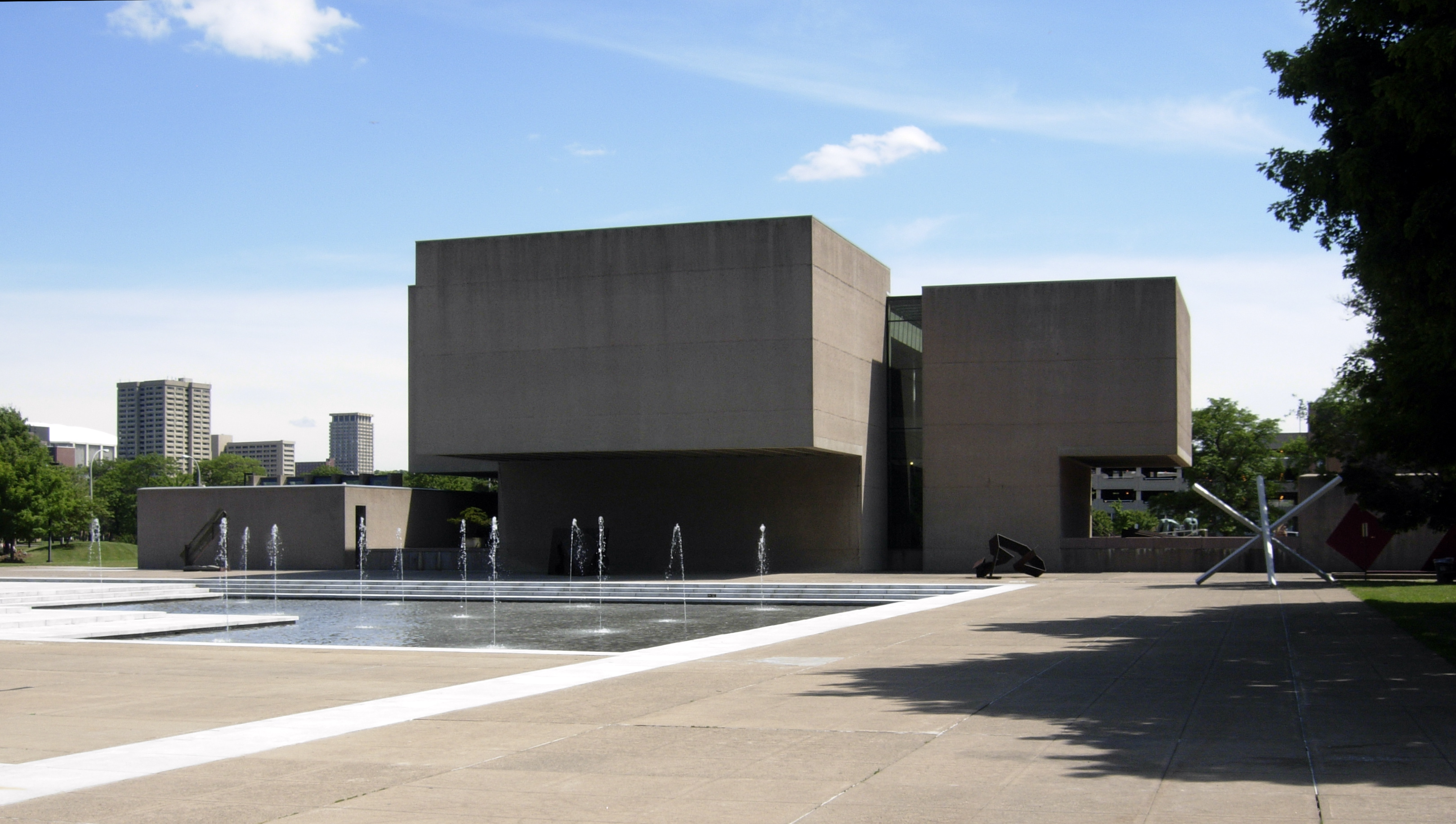
Arrière du nouveau bâtiment du musée.